# Parti Unité (Québec)
Le Parti Unité (Unity Party) était un parti politique québécois anglophone dont le but était de promouvoir le fédéralisme au Québec et de défendre les droits des anglophones de la province. Il a été fondé en 1989 en réaction à l'insatisfaction des politiques linguistiques du gouvernement Bourassa et n'a participé qu'aux élections de 1989, avant de se fondre dans le Parti égalité.
Il ne doit pas être confondu avec Unité-Québec, nom donné à l'Union nationale entre 1971-1973, ni avec le Parti unité nationale, nom donné au Parti démocratie chrétienne du Québec à partir de 2012.

## Histoire
Le parti s'est formé en réaction à l'adoption de la loi 178 qui modifia la loi 101 par le gouvernement Bourassa (Parti libéral du Québec. La loi 101 de 1977, œuvre du docteur Camille Laurin, ministre du gouvernement péquiste de  René Lévesque  imposait notamment le français comme langue officielle unique du Québec et restreignait très largement l'usage de l'anglais dans l'espace public. La Cour supérieure du Québec a invalidé dans son jugement rendu le 28 décembre 1984, les articles de la Charte de la langue française qui faisait du français la seule langue de l'affichage public et commercial, en soutenant que ceux-ci violait la liberté d'expression consacrée dans la Charte québécoise des droits et libertés de la personne. Un arrêt de la Cour suprême du Canada du 15 décembre 1988 a confirmé le jugement. Selon Cour suprême, le gouvernement québécois à le droit d'imposer l'usage du français dans la province, mais ne peut interdire l'anglais. La liberté d'expression, y compris dans le discours commercial, étant garantie par la Charte canadienne des droits et libertés et la Charte québécoise des droits et libertés de la personne. La Charte de la langue française ou loi 101 due être modifiée pour se conformer au jugement rendu par la Cour suprême du Canada. Le gouvernement Bourassa adopta alors la même année la loi 178 ou Loi modifiant la Charte de la langue française pour maintenir l'affichage unilingue français, en s'appuyant sur la clause nonobstant de la Constitution canadienne de 1982. 
Les anglophones du Québec, traditionnellement libéraux, ont alors décidé de fonder des partis spécifiques : le Parti Égalité et le Parti Unité. Les deux partis ont des plateformes très proches, ne s'affrontent pas et ne ciblent que des circonscriptions contenant un fort taux d'anglophones. Ainsi, le Parti Égalité présente des candidats sur l'île de Montréal tandis que le Parti Unité se concentre sur 16 circonscription de région.
Le soir du 25 septembre 1989 le Parti Unité obtient une moyenne nationale de 0,99%. Rapporté aux 16 circonscription où le parti était présents les scores s'étalonnent de 1,6 % (Johnson) à 30,6 % (Pontiac). Une étude fine des résultats indique que le vote anglophone y a bien été capté par le parti. Cependant, le Parti Unité n'a aucun élu quand le Parti Égalité obtient quatre députés. 
Le 7 mai 1990, le Parti Unité fusionne avec le Parti Égalité. 
Le premier chef du Parti Unité est Maurice King (juin-août 1989), à qui succède James Atkinson (août 1989-mai 1990).

## Résultats électoraux
| Circonscriptions       | Identité                   | Voix | %       |
| ---------------------- | -------------------------- | ---- | ------- |
| Johnson                | Marlene McCourt            | 401  | 1,55 %  |
| Richmond               | Thelma Westman             | 506  | 2,10 %  |
| Saint-Jean             | J. Stanley Kennedy         | 782  | 2,62 %  |
| Hull                   | Glen E. P. Kealey          | 751  | 2,97 %  |
| Shefford               | Noël Parenteau             | 1091 | 3,11 %  |
| Mégantic-Compton       | Frank Moller               | 1039 | 4,98 %  |
| Gaspé                  | Howard Miller              | 1160 | 5,24 %  |
| Orford                 | Claude-M. Ostiguy          | 1696 | 5,66 %  |
| Bonaventure            | Ferne Fairservice Howatson | 1266 | 6,41 %  |
| Saint-François         | Richard Evans              | 1881 | 6,53 %  |
| Vaudreuil              | Lawrence Joffre            | 2852 | 9,08 %  |
| Brome-Missisquoi       | Neil Graham                | 2756 | 11,06 % |
| Gatineau               | Ivan Rathwell              | 2446 | 11,25 % |
| Beauharnois-Huntingdon | James Atkinson             | 3969 | 15,50 % |
| Châteauguay            | Paul Enros                 | 5007 | 17,44 % |
| Pontiac                | Mark Alexander             | 6259 | 30,63 % |